# Lichthuis

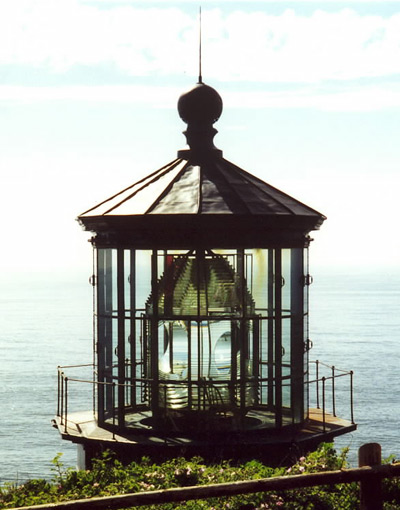
Een lichthuis

Een lichthuis is het topje van een vuurtoren, een lichtschip en soms ook van een lichtopstand. Het is de ruimte waarin de lichtbron van het lichtbaken staat.
Alle vuurtorens en lichtschepen hebben een lichthuis, maar niet alle lichtopstanden hebben er een. Van lichtopstanden zijn er verschillende modellen, van een eenvoudige paal met lamp erop tot een stellage met daarop een lichthuis.
In het lichthuis bevinden zich de elektrische lampen en lenzen en spiegels om het licht te bundelen.
Wanneer van een lichtbaken het lichthuis vervangen werd voor een nieuw lichthuis, kreeg het oude lichthuis vaak een nieuwe plek en soms een andere functie. In Nederland bestaan de volgende oude lichthuizen:

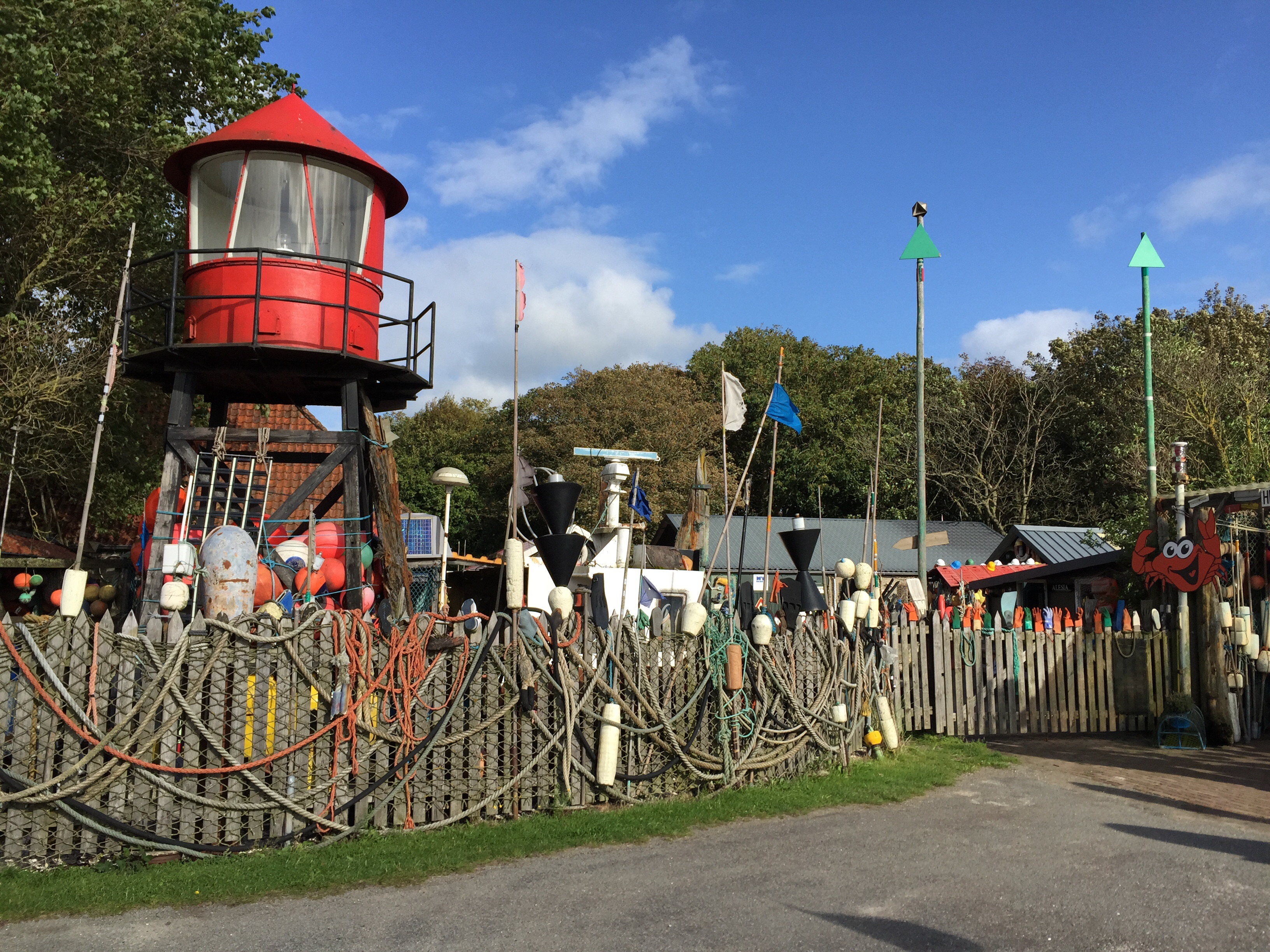
Lichthuis van het Licht van Troost" bij het Schipbreuk- en Juttersmuseum Flora.

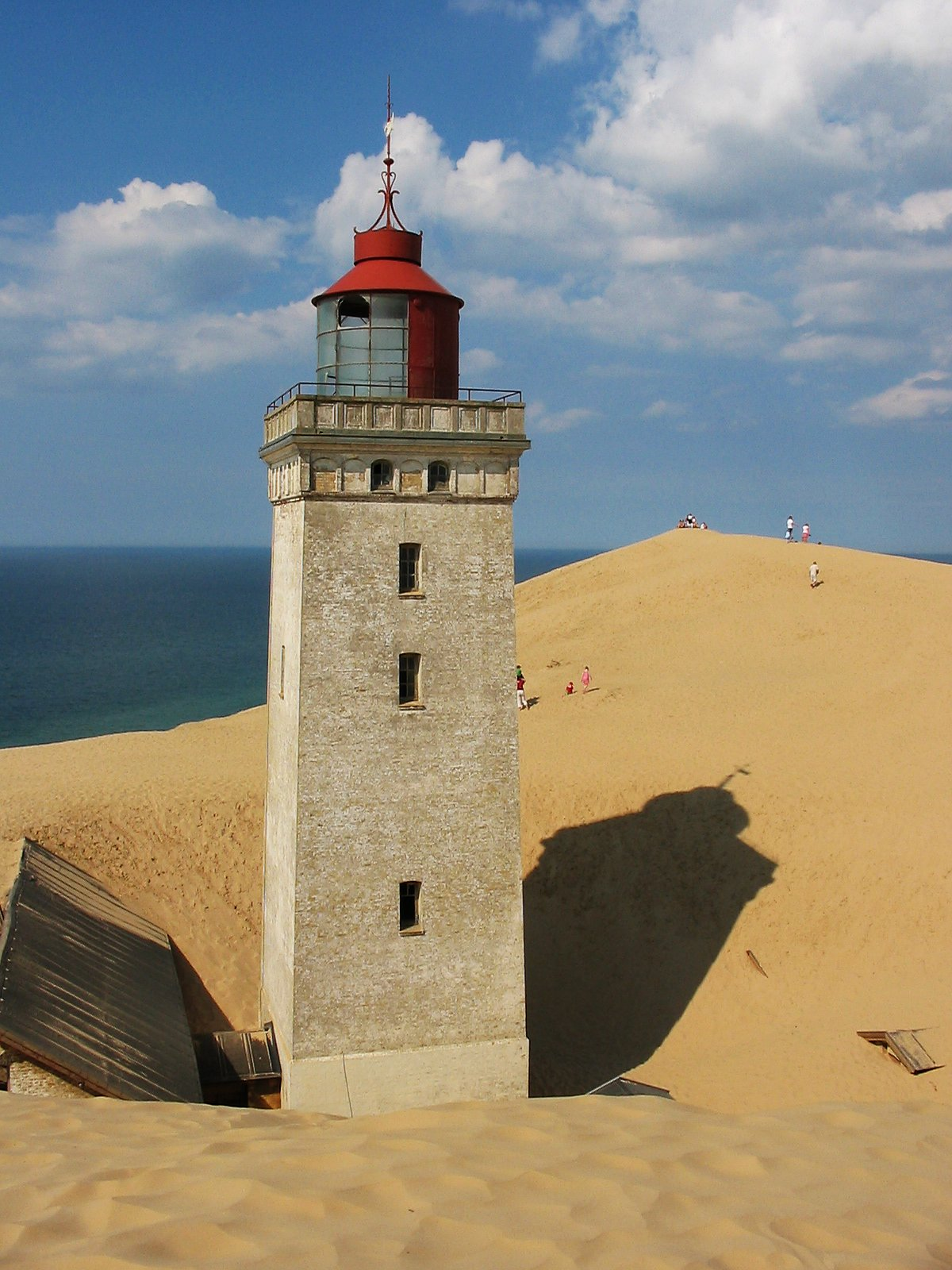
Boven op de toren staat het lichthuis.

| Vuurtoren        | Bouwjaar | Verwijderd | Huidige Plaats                                         | Coördinaten                   | Foto |
| ---------------- | -------- | ---------- | ------------------------------------------------------ | ----------------------------- | ---- |
| Wester-Schouwen  | 1882     | 1979       | Burghsluis, Burgh-Haamstede                            | 51° 40′ 27″ NB, 3° 45′ 17″ OL |      |
| IJmuiden Laag    | 1909     | 1990       | 3e Rijksbinnenhaven, Velsen-Noord                      | 52° 27′ 58″ NB, 4° 37′ 50″ OL |      |
| IJmuiden Hoog    | 1909     | 1987       | Stadsstrand Vlaardingen                                | 51° 54′ 2″ NB, 4° 21′ 2″ OL   |      |
| Kijkduin         | 1878     | 1992       | Willemsoord, Den Helder                                | 52° 57′ 35″ NB, 4° 46′ 10″ OL |      |
| Licht van Troost | 1913     | 1977       | Schipbreuk- en Juttersmuseum Flora, De Koog            | 53° 04′ 23″ NB, 4° 46′ 16″ OL |      |
| Marken           | 1901     | 1992       | KNRM Marken                                            | 52° 27′ 33″ NB, 5° 06′ 2″ OL  |      |
| Vuurduin         | 1878     | 1986       | Midgetgolfbaan 'De oude vuurtoren', Vlieland, Vlieland | 53° 17′ 50″ NB, 5° 04′ 37″ OL |      |
| Ameland          | 1881     | 1988       | Maritiem Centrum Abraham Fock, Hollum                  | 53° 26′ 35″ NB, 5° 38′ 12″ OL |      |
| Lichtschip 9     | 1933     | 1984       | Hemmeland, Monnickendam                                | 52° 27′ 35″ NB, 5° 02′ 43″ OL |      |